# 200
سنة 200 م (بالأرقام الرومانية: CC) كانت سنة كبيسة تبدأ يوم الثلاثاء (الرابط يظهر نموذج الجدول الزمني الكامل للسنة) من التقويم اليولياني. بدأت تسمية السنة ب200 منذ العصور الوسطى المبكرة، عندما أصبح تقويم أنو دوميني هو الأسلوب السائد في أوروبا لتسمية السنوات.

## أحداث
- تعداد السكان في العالم يصل تقريباً إلى 257 مليون نسمة.

## مواليد
- سيبريان قرطاج
- الإمبراطور أوجين
- فابيان
- فاليريان
- قبريانوس القرطاجي
- لوكيوس الأول

## وفيات
- جالينوس